# Inverness (Skócia)
Inverness ([ˌɪnvərˈnɛs], skót gaelül: Inbhir Nis [iɲɪɾʲˈniʃ]) város Észak-Skóciában. A Highland tanácsi terület székhelye, és a Skót-felföld fővárosaként hirdetik. Jóllehet 2001-ben city státuszt kapott, a város határai nincsenek jogilag meghatározva, ezért lakosságára is különböző adatok léteznek. Inverness Nyugat-Európa leggyorsabban növekvő városa: lakossága várhatóan megduplázódik a következő harminc évben.
A város a Ness-folyó torkolatánál fekszik, ahol az a Moray Firthbe ömlik. Elhelyezkedésénél fogva számos közlekedési útvonal természetes csomópontja. A hely a 6. század óta lakott. A közelben vívták meg a cullodeni csatát a 18. században.
A város számos sport és kulturális rendezvénynek és egyesületnek ad otthont, például az évente megrendezett Highland Gamesnek, valamint a skót labdarúgó-bajnokság első osztályában játszó Inverness Caledonian Thistle FC-nek.
A skót nyelvet mintegy 3555 ember (a népesség 5,47%-a) beszéli, ezért az útjelző táblák nagy részén ezt a nyelvet is használják.